# 이건창 생가
이건창 생가(李建昌 生家)는 인천광역시 강화군 화도면 사기리에 있는 일제강점기의 건축물이다. 1995년 3월 2일 인천광역시의 기념물 제30호로 지정되었다.

## 개요
문장가로 이름이 높았던 조선 후기의 문신 영재 이건창(1852∼1898) 선생이 살았던 생가이다. 고종 3년(1866) 15세의 어린 나이로 문과에 급제하였으며 고종 11년(1874) 서장관으로 발탁되었고 충청우도 암행어사 등을 지냈다. 강직한 성격 탓에 세 번씩이나 유배되고 또 풀려났다. 그의 저서 『당의통략』은 파당을 초월하고 친족을 초월하여 공정한 입장에서 당쟁의 원인과 전개과정을 기술한 명저로 평가 받고 있다. 저서로는 『당의통략』외에 『명미당집』이 있다. 이 건물이 지어진 시기는 확실치 않지만 기둥이나 보 등의 치목수법(治木手法)으로 볼 때 1백여 년이 된 것으로 판단되며, 자연석 기단 위에 주춧돌을 놓고 삼량(三樑) 가구로 몸 전체를 짠 전형적인 한옥의 구조로 되어있다. 안채는 ‘ㄱ’자형이며 대청을 중심으로 안방과 건넌방이 좌우에 있고, 안방 앞으로 부엌을 내는 등 경기도 지방의 일반적인 살림집 모습을 하고 있다. 건물 바로 옆에는 이광명(李匡明), 이시원(李是遠) 등 선조들의 묘소가 있다.

## 같이 보기
- 이건창

## 참고 문헌
- 이건창 생가 - 국가유산청 국가유산포털